# رویال لیمینگتون اسپا
latitudeرویال لیمینگتون اسپاlongitudeرویال لیمینگتون اسپا
رویال لیمینگتون اسپا (به انگلیسی: Royal Leamington Spa) شهری در منطقهٔ لندن کشور انگلستان است که این کشور خود بخشی از بریتانیا محسوب می‌شود. این شهر در سال ۱۹۹۱ میلادی ۵۵٫۳۹۶ نفر جمعیت داشته و در سرشماری سال ۲۰۰۱ جمعیت آن به ۶۱٫۵۹۵ نفر رسیده‌است. میزان رشد سالانهٔ جمعیت رویال لیمینگتون اسپا ‎-۰٫۵۳ درصد می‌باشد و جمعیت این شهر در سال ۲۰۱۲ به ۵۸٫۱۱۴ نفر تغییر یافت.